# Menoux (Górna Saona)
Menoux – miejscowość i gmina we Francji, w regionie Burgundia-Franche-Comté, w departamencie Górna Saona.
Według danych na rok 1990 gminę zamieszkiwało 208 osób, a gęstość zaludnienia wynosiła 14 osób/km² (wśród 1786 gmin Franche-Comté Menoux plasuje się na 538. miejscu pod względem liczby ludności, natomiast pod względem powierzchni na miejscu 212.).